# Verbena supina
Verbena supina är en verbenaväxtart som beskrevs av Carl von Linné. Verbena supina ingår i släktet verbenor, och familjen verbenaväxter. Inga underarter finns listade i Catalogue of Life.